# Круммессе
Круммессе (нім. Krummesse) — громада в Німеччині, розташована в землі Шлезвіг-Гольштейн. Входить до складу району Герцогство Лауенбург. Складова частина об'єднання громад Беркентін.
Площа — 3,42 км2. Населення становить 1704 ос. (станом на 31 грудня 2020).
Селище Круммессе вперше згадується з 1194 р. в угоді рацебурзського епіскопа Ізфрідуса про виокремлення парафій та розподілу доходів від них між епіскопатом та церквою. 
Контроль над бургом Круммессе спочатку отримав епіскопат, а потім – представники родини Тралов, зокрема лицар Генріх Тралов. Вже у 1230 р. він отримував половину десятини з «Німарку і Стохельсдорфу, половину десятини з Кронсфорде, Круммессе та Пукендорфу». За сфрагістичними дослідженнями сім’я Тралов входила до складу дуже розгалуженої спільноти родин, емблемами яких був знак стріли, так званих Пфайлів або Штралів, досить близько споріднених із слов’янським родом Ніклотингів з Мекленбургу. У теперішньому гербі громади Круммессе знайшли втілення саме герби родини Круммессе та герцогства Лауенбург.
У 1377 р. лицар Еггердт фон Круммессе та есквайр Йоханнес фон Круммессе за угодою з герцогом Саксен-Лауенбурзьким Еріхом III продали маєток Круммессе Арндту Старке за 240 марок із застереженням, що вони мають право на його повернення протягом наступних 20 років. Половину Круммессе, що зараз входить до складу Любека, у 1379 р. придбав любекський ратман Сегебодо Кріспін III, визначивши тим самим на багато століть розташування кордонів між Лаеунбургом та Ганзою. Лицарський бург Круммессе був знесений вже у добу Тридцятирічної війни.

## Галерея

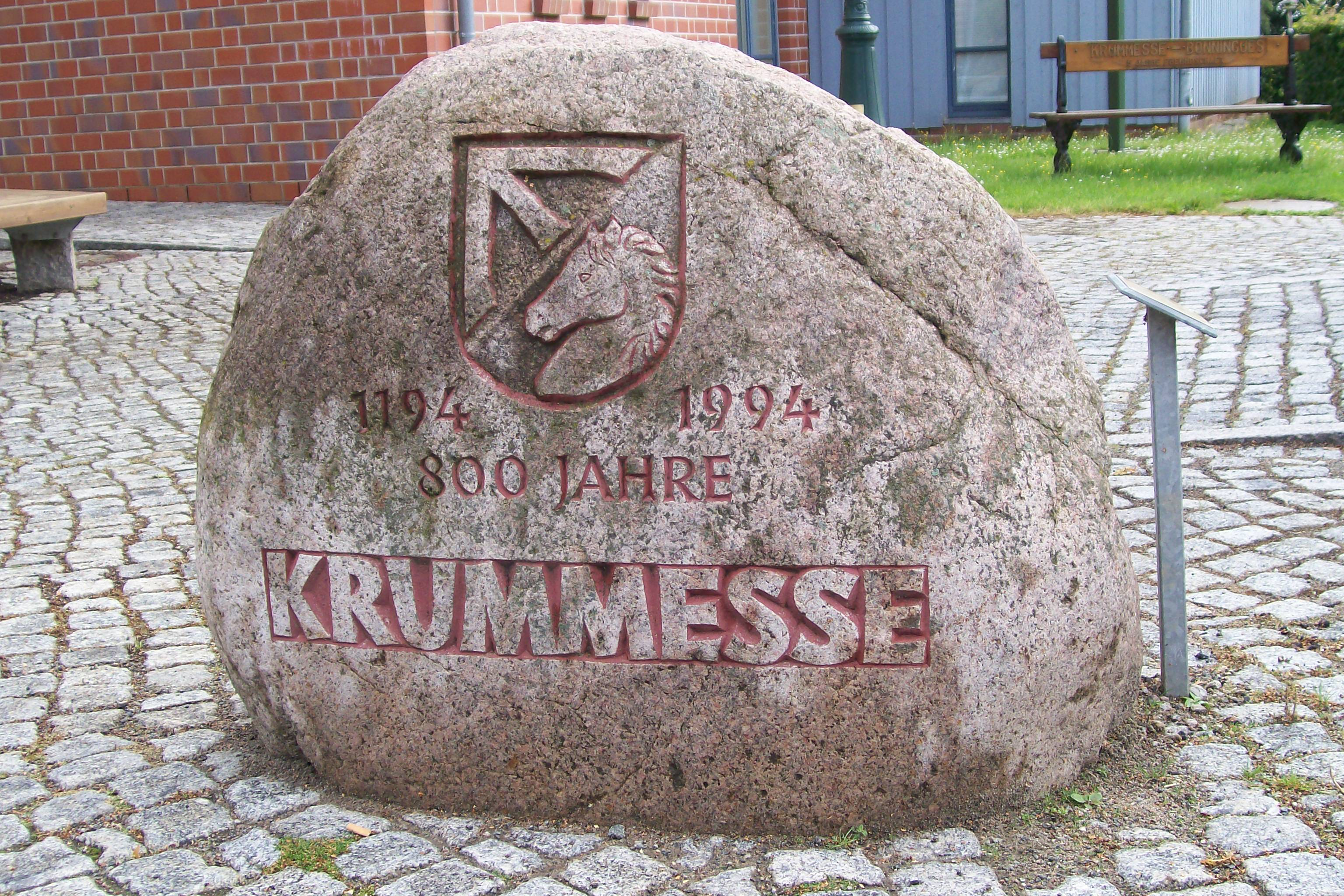
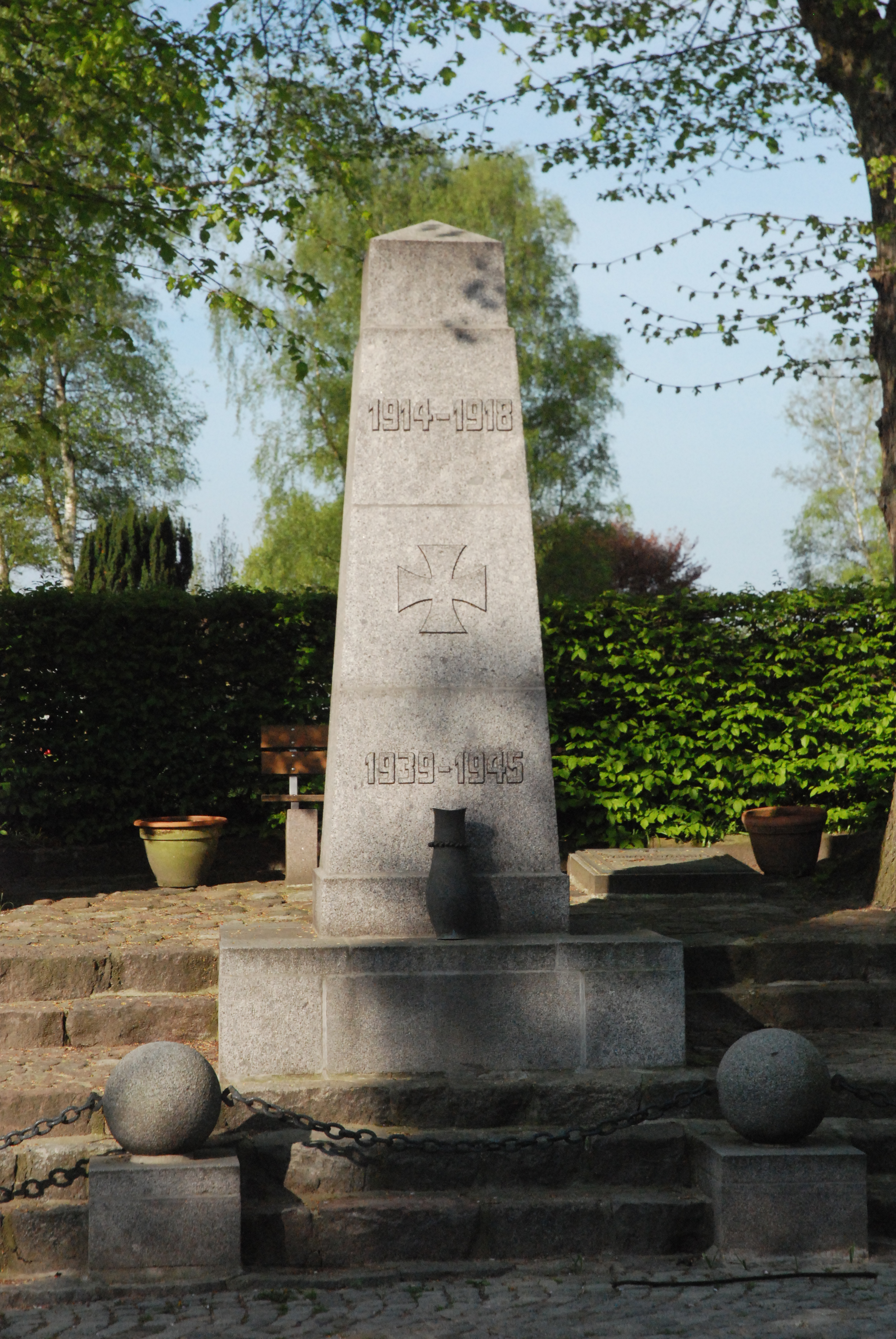
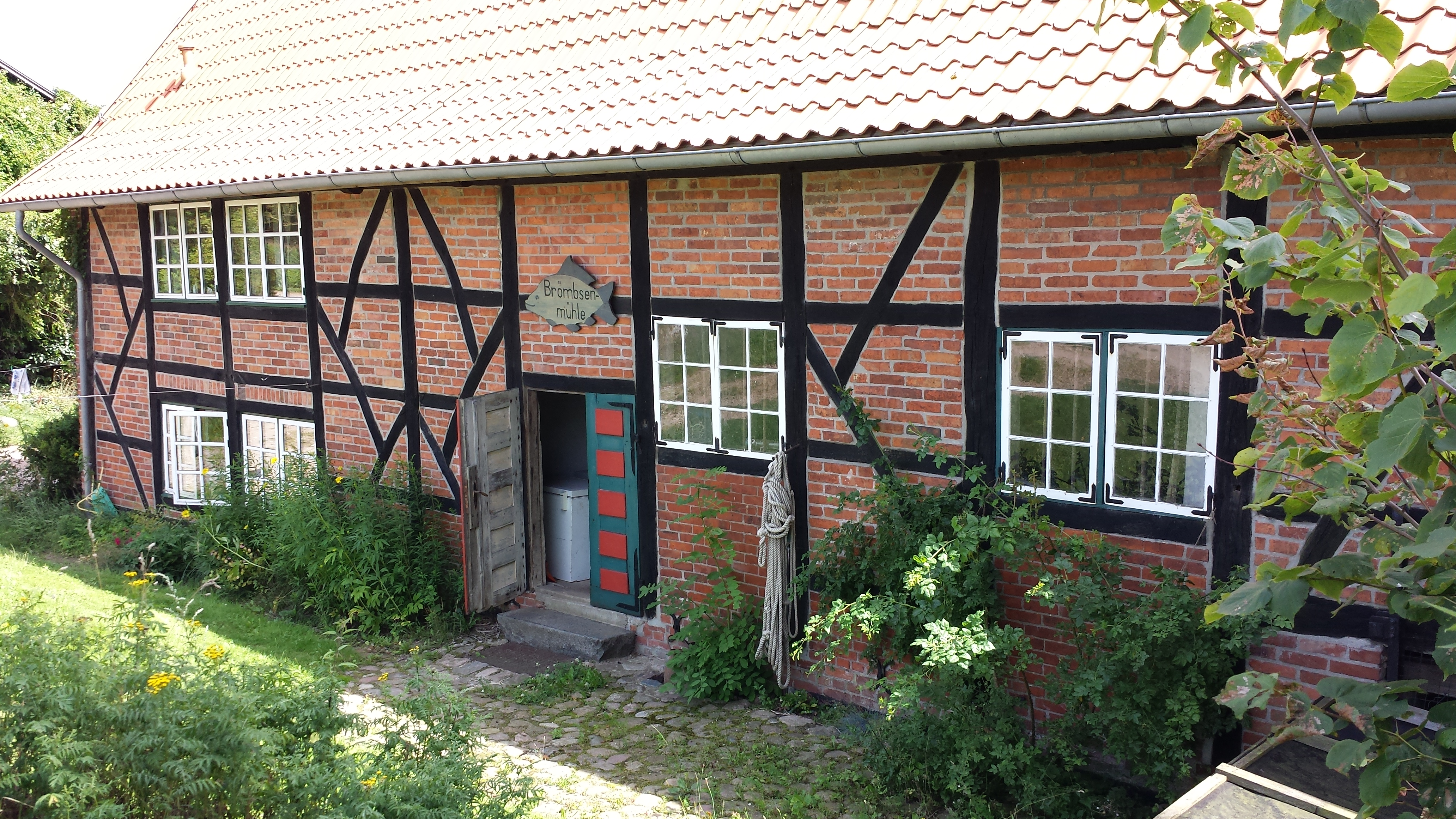